# ریبونوکلئوزید
ریبونوکلئوزید گونه‌ای نوکلئوزید می‌باشد که دارای قند ۵ کربنه ریبوز است. 
سیتیدین نمونه‌ای از ریبونوکلئوزید می‌باشد.